# Margarete Mrosek
Margarete Mrosek (geb. Schram, * 25. Dezember 1902 in Gablonz; † 21. April 1945 in Hamburg) war eine deutsche Hausfrau und Opfer des Nationalsozialismus.

## Leben
Margarete Mrosek hatte eine jüdische Mutter, war aber bis zu ihrer Verhaftung durch eine sogenannte Mischehe mit dem Nicht-Juden Alois Mrosek vor der Deportation geschützt. Sie wurde am 10. Dezember 1943 im Zusammenhang einer Verhaftungswelle gegen die Widerstandsgruppe der Weißen Rose Hamburg festgenommen. Hintergrund war ihre Freundschaft mit der ebenfalls inhaftierten Familie Zill und die Bekanntschaft mit der im Widerstand aktiven Familie von Katharina Leipelt und ihrem Sohn Hans Leipelt.
Sie wurde zunächst in die Jugendarrestanstalt Bergedorf verbracht, da es zu dem Zeitpunkt keine Aufnahmemöglichkeiten in anderen Hamburger Gefängnissen gab, und ab dem 7. Januar 1944 in das Polizeigefängnis Fuhlsbüttel überstellt. Im Verlauf des Ermittlungsverfahrens gegen die Weiße Rose in Hamburg wurde keine Anklage gegen sie erhoben, sie blieb aber weiterhin als Schutzhäftling in Fuhlsbüttel. Am 20. April 1945 wurde Margarete Mrosek, wie 70 weitere Gefangene, in das KZ Neuengamme transportiert und dort in der Nacht vom 21. auf den 22. April 1945 während eines sogenannten Verbrechens der Endphase im Arrestbunker ermordet.

## Gedenken
An Margarete Mrosek erinnert ein Stolperstein in der Straße Up de Schanz in Hamburg-Nienstedten. In Hamburg-Neuallermöhe wurde der Margarete-Mrosek-Bogen nach ihr benannt. Namentlich aufgeführt ist sie neben den weiteren Opfern der Weißen Rose mit dem Mahnmal Weiße Rose in Hamburg-Volksdorf.